# Leo Kerz
Leo Kerz (geboren 1. November 1912 in Berlin; gestorben 4. November 1976 in New York) war ein deutschamerikanischer Bühnenbildner und Theaterproduzent. Er überlebte als einziger der jüdischen Familie Kerz den Holocaust.

## Leben

### Familie und Ausbildung
Leo Kerz war der Sohn von Nathan Kerz und Nechuma Spira, die 1910 aus Galizien, Österreich-Ungarn, nach Berlin gekommen waren und dort ein Geschäft für Damenschneiderei führten, das sie zum Modegeschäft mit regelmäßigen Modeschauen und etwa 20 Beschäftigten ausbauten. Leo Kerz hatte noch eine jüngere Schwester Charlotte. Er besuchte die Oberrealschule und machte parallel dazu von 1928 bis 1932 eine Lehre als Bühnenbildner bei Traugott Müller, der Bühnenentwürfe für das Staatstheater gestaltete. Arbeiten von Kerz wurden schon während seiner Lehrzeit in Ausstellungen gezeigt, etwa 1931 in der Galerie von Alfred Flechtheim.

### Emigration 1933, Heirat und Schicksal der Familie
Als politisch links stehender Künstler emigrierte Kerz nach der nationalsozialistischen Machtergreifung 1933 nach Prag. Er sah nun keine Möglichkeit mehr, durch einen Generalstreik die Arbeiterschaft zu mobilisieren und warf Gewerkschaften und Sozialdemokratie Versagen vor, das nicht schon vor der Machtergreifung versucht zu haben. Ein Streik habe eigentlich schon bei der Ernennung Franz von Papens zum Reichskanzler durch Reichspräsident Paul von Hindenburg im Juni 1932 erfolgen müssen. Der Verleger Helmut Kindler schildert in seinen Erinnerungen eine Begegnung mit Kerz, kurz bevor dieser Berlin verließ. Danach sagte ihm Kerz: „Wenn Deutsche so mit Deutschen umgehen, möchte ich mich über das, was mit uns Juden geschieht, nicht beklagen. […] Helmut, ich bleibe nicht in diesem Land. Morgen bin ich in Prag.“ Die Eltern emigrierten zusammen mit ihrer 1914 geborenen Tochter Charlotte im November 1933 nach Den Haag. Leo Kerz folgte ihnen im Februar 1934, erhielt aber keine Arbeitserlaubnis und ging zunächst nach London, dann Johannesburg. 
In Johannesburg heiratete er 1936 die Leichtathletin Martha Jacob, eine deutsche Jüdin, die er schon in den Niederlanden kennengelernt hatte. Das Paar trennte sich drei Jahre später. Kerz war danach von 1938 bis 1962 mit Rosa Resi verheiratet, sie hatten zwei Kinder, und danach mit Louise Manning, mit der er ebenfalls zwei Kinder hatte. 
Kerz wurde Mitbegründer des Johannesburger Pioneer-Theaters, das als erstes Avantgarde-Theater Südafrikas und als „eines der ersten Theater, in denen Schwarze und Weiße gemeinsam auf der Bühne spielten“, gilt. Kerz produzierte u. a. die Dreigroschenoper von Bertolt Brecht. Bemühungen seiner Eltern, zu Verwandten in die USA auszureisen, scheiterten nach dem Beginn des Zweiten Weltkriegs 1939. Nachdem der Vater Nathan im Januar 1943 in Den Haag gestorben war, wurden die Mutter Nachuma und Schwester Charlotte im Mai 1943 von Den Haag ins Vernichtungslager Sobibor deportiert und dort ermordet.

### Einreise in die USA 1941 und Theatermacher am Broadway
Leo Kerz hingegen konnte 1941 von Südafrika aus in die USA nach New York einreisen. Dort lebten nun Theatermacher, die er aus Berlin kannte, so Erwin Piscator, Bert Brecht, Kurt Weill und Ernst Josef Aufricht. Kerz arbeitete wieder als Bühnenbildner und war auch gelegentlich als Theaterproduzent am Broadway tätig. Kerz schlug sich zunächst als Anstreicher und Schaufensterdekorateur durch. 1942 assistierte er bei den Szenenbildnern Jo Mielziner und Stewart Chaney. 1943/44 lehrte er an Piscators Dramatic Workshop an der New School for Social Research in New York. Als erste größere Arbeit übernahm Kerz 1947 die Ausstattung des Shakespeare-Stücks Antonius und Cleopatra am New Yorker Martin-Beck Theater. Danach war er Bühnenbildner und technischer Leiter bei der Metropolitan Opera in New York und 1955/56 als „principal designer“ bei der San Francisco Opera und fungierte zudem als Art Direktor des Columbia Broadcasting Systems. Er entwarf die Bühnenbilder für die amerikanischen Premieren von Carl Orffs Oper Der Mond und Frank Martins Oper Der Sturm.
Seinen größten Erfolg erreichte Kerz 1960 mit der Produktion von Eugène Ionescos Stück Rhinoceros im Longacre Theatre New York. Er war zugleich Produzent und Bühnenbildner dieser ersten Aufführung des Absurden Theaters am Broadway, Regisseur war Joseph Anthony. Das „Anti-Nazi-Stück“, das als „Attacke auf kollektive Hysterie und Konformität“ verstanden werden kann, wurde 250 Mal aufgeführt und Kerz erhielt dafür den „Outer Circle Award for the most Creative Overall Production and the most impressive Contribution to the Broadway Season“.

### Berlin 1962: Hochhuths Stellvertreter und Entschädigung
1962 lebte Kerz für ein knappes Jahr in Berlin und erarbeitete das Bühnenbild für die Uraufführung von Rolf Hochhuths Stück Der Stellvertreter, das Papst Pius XII. anklagt, nicht gegen die Vernichtung der Juden eingetreten zu sein. Hier arbeitete er mit Erwin Piscator zusammen, der ihn eigens aus New York verpflichtet hatte. Bei seiner Gestaltung des Bühnenbildes setzte Kerz nicht auf technische Neuerungen, sondern richtete eine herkömmliche Guckkastenbühne ein, die den Bühnenraum zu drei Seiten begrenzt, sodass die Zuschauer durch die imaginäre vierte Wand auf die Bühne sahen. Die Oberwand zur Decke wurde aufgebrochen. Über den Bruchstücken der Decke blickte eine überdimensionale Skulptur des gekreuzigten Jesus herab. Die Gestaltung der Requisiten und Kostüme war naturalistisch auf die jeweilige Figur und den Ort der Handlung bezogen. Dies galt für die päpstliche Soutane ebenso wie für die SS-Uniform, sei es für die nach einem Bombenangriff zerstörte Wohnung Kurt Gersteins oder auch die Berliner Nuntiatur. Kerz’ damalige Frau erinnerte sich: „Für Leo war die Probenzeit ein schmerzvoller Prozess, besonders, wenn er das sichergestellte deutsche Filmmaterial aus den Konzentrationslagern anschaute. Es war ein Strudel, der ihn nach unten zog.“
Kerz nutzte diesen Aufenthalt auch, um Entschädigungsansprüche aufgrund der Verfolgung seiner Familie in der NS-Zeit durchzusetzen. Für den Schaden aus der Verzögerung seines beruflichen Fortkommens erhielt er 30.000 DM, und für den Verlust des Konfektionsgeschäfts seiner Eltern, das diese aufgrund der Verfolgung weit unter Wert „verschleudern“ mussten, betrug der Entschädigungsbetrag 5000 DM.

### Preise, Lebenswerk und Tod 1976
Für seine Leistungen erhielt Kerz eine Reihe von Preisen, so schon 1932 einen nicht näher zu spezifizierenden Goethe-Preis, 1956 für das Bühnenbild von Carlisle Floyds Susannah den New York Music Critics‘ Award und für Rhinoceros den Tony Award sowie Outer Circle Award for Most Creative Overall Contribution to the Season (1961).
Kerz lebte bis zu seinem Tod 1976 in New York, reiste aber auch nach Europa und hielt Vorträge an den Universitäten Krakau und Warschau. Er veröffentlichte Aufsätze zu Bauten und Design von Theaterstücken, Opern und Filmen.
Anlässlich seines Todes 1976 charakterisierte ihn die New York Times als Vertreter des Goldenen Zeitalters des deutschen Theaters, der zusammen mit anderen Exilkünstlern einen wichtigen Beitrag für das Erscheinungsbild des amerikanischen Theaters geleistet habe.

## Filmografie (Auswahl)
- 1950: Hotel der Verlorenen (Guilty Bystander) (Production Design)
- 1951: Teresa (Art Director)
- 1952: Das ist Cinerama (This Is Cinerama) (Szenenbild)
- 1958: Die Göttin (The Goddess) (Production Design)
- 1958: Der Gangsterkönig von New York (Never Love a Stranger) (Production Design)
- 1959: Wenig Chancen für morgen (Odds Against Tomorrow) (Production Design)
- 1959: Mitten in der Nacht (Middle of the Night) (Assistent des Art Directors)